# Monedele euro irlandeze
Euro (simbol EUR sau €) este moneda comună pentru majoritatea țărilor europene, care fac parte din Uniunea Europeană. Moneda Euro are două fețe diferite, una comună (fața "europeană", arătând valoarea monedei) și una națională ce conține un desen ales de către statul membru UE în care este emisă moneda. Fiecare stat are unul sau mai multe desene proprii. 
Pentru imagini cu fața comună și descrieri detaliate ale monedelor, vezi Monede euro.
Monedele Euro irlandeze au pe fața lor națională un singur desen. Acesta a fost conceput de Jarlath Hayes și prezintă o harpă celtică, simbol tradițional al Irlandei, înconjurată de anul emisiunii și de inscripția „Éire” – denumirea Irlandei în limba irlandeză.
| 0,01 € | 0,02 € | 0,05 € |
| ------ | ------ | --- |
|        |        | |
| 0,10 € | 0,20 € | 0,50 € |
|        |        | |
| 1,00 € | 2,00 € | Marginea monedei de 2 €                                                                                                 |
|        |        | Pe marginea monedei apare inscripția „2 * *”, repetată de șase ori, orientată alternativ de jos în sus și de sus în jos |